# Cuadro Benegas
Cuadro Benegas es una localidad y distrito ubicado en el departamento San Rafael de la provincia de Mendoza, argentina. 
Se halla en el oeste del valle del Río Diamante, sobre la Ruta Nacional 144, que la vincula al este con y al oeste con la Ruta Nacional 40. Es la localidad más occidental de las ubicadas en la margen derecha del Río Atuel. La localidad se desarrolla longitudinalmente sobre la Ruta 144, encontrándose varios núcleos de población: el Barrio Echevarrieta a la altura del km 666, El Vencedor (en la calle homónima), el Barrio Callejón Las Rosas a la altura del km 669, la calle 25 de Mayo o Calle "Las Rosas", y el Pueblo del distrito. 
En 1887 Tiburcio Benegas, gobernador de Mendoza y uno de los principales impulsores de la vitivinicultura en la provincia, efectuó la colonización de la zona, junto a otra colonización denominada Cuadro García por ser impulsada por Deolindo García. Luego solo el nombre de Cuadro Benegas se mantuvo. Cuadro Benegas no obstante estuvo habitada con anterioridad, donde se cultivaba forraje para el ganado que luego se vendía a Chile.

## Sismicidad
La sismicidad del área de Cuyo (centro oeste de Argentina) es frecuente y de intensidad baja, y un silencio sísmico de terremotos medios a graves cada 20 años.

## Turismo
Entre los atractivos puede encontrarse el parque acuático Aqua Park y el campo de golf de Algodón Wine Estates, con la particularidad de que su campo de juego se halla entre viñedos.

## Vías de comunicación
Desde la Ciudad de San Rafael se recorren unos 9 km aproximadamente en vehículo. En colectivo la empresa Buttini tiene asignado el recorrido.

## Parroquias de la Iglesia Católica
| Diócesis                 | San Rafael          |
| ------------------------ | ------------------- |
| Cuasiparroquia (vicaria) | Santa Clara de Asís |